# Twierdza Wodna w Jesioniku

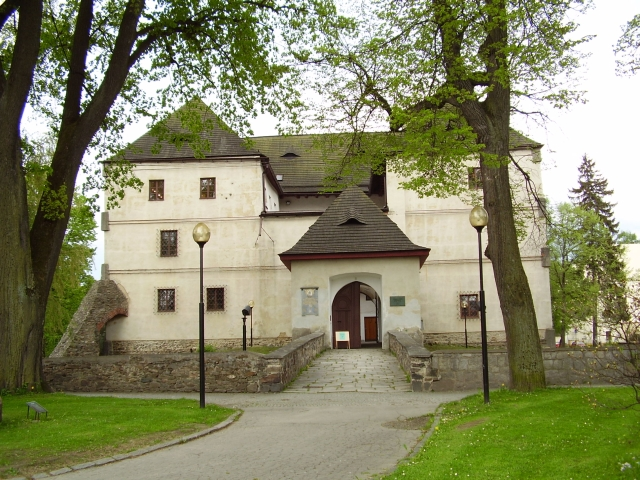
Widok na twierdzę

Twierdza Wodna w Jesioniku (cz. Vodní tvrz Jeseník) – gotycka twierdza wodna położona na Zámecké náměstí w Jesioniku, w Czechach, przebudowana w XVIII wieku na zamek.
Została założona jako budynek wieżowy w połowie XIII wieku, kiedy następowało tworzenie osiedli i powstawało miasto. Początkowo była własnością szlachty, później biskupów wrocławskich, którzy ostatecznie nabyli posiadłość w 1547. Pozostała jedyną fortyfikacją w Jesioniku, bo miasto nie uzyskało prawa do budowy murów obronnych. Na przełomie XV i XVI wieku rozebrano wieżę, w czasie wojny trzydziestoletniej twierdza była bezskutecznie oblegana przez Szwedów oraz w 1727 roku została strawiona przez pożar. Dzięki biskupowi Franciszkowi Ludwikowi, po 1730 został odbudowany w obecnej formie. Pod koniec XVIII wieku, pracował tutaj Karl Ditters von Dittersdorf.
Twierdza pozostawała w rękach archidiecezji wrocławskiej aż do końca II wojny światowej, kiedy to została tymczasowym magazynem konfiskat wojennych, następnie muzeum powiatowym. Od 1958 roku budynek jest chroniony jako zabytek kultury. W latach 1970–1982 twierdza przeszła gruntowną renowację. Obecnie mieści Muzeum Historii Ziemi Jesenickiej.